# HD 45652
Désignations
HD 45652, officiellement nommée Lusitânia, est une étoile de type spectral G8-K0 située dans la constellation de la Licorne. Elle est distante de ∼ 114 a.l. (∼ 35 pc) de la Terre, avec une magnitude apparente de 8,13.

## Exoplanète
En mai 2008, la découverte d'une exoplanète en orbite autour de l'étoile, HD 45652 b, a été annoncée. La planète a été détectée par la méthode des vitesses radiales, en utilisant des observations réalisées de 2005 à 2007. Elle a été officiellement nommée Viriato.
HD 45652 b est une exoplanète de type géante gazeuse située en deçà de la zone habitable du système auquel elle appartient. Sa masse est de 0,433 fois celle de Jupiter, et son rayon estimé est de 1,28 fois celui de Jupiter. Sa révolution orbitale s'effectue en  44,1 jours, sa distance à son étoile est de 0,237 UA.